# طواف الجزائر
سباق طواف الجزائر أو دورة الجزائر أو دورة الجزائر الدولية للدراجات، (بالفرنسية:  Tour d' Algérie)‏، تلفظ: (تور د' الجيري) هي منافسة رياضية للدراجات أو سباق دراجات، مكون من عدة مرحلة يعد أشهر وأصعب طواف في العالم في أختصاص رياضة الدراجات الهوائية.

## تاريخ المنافسة

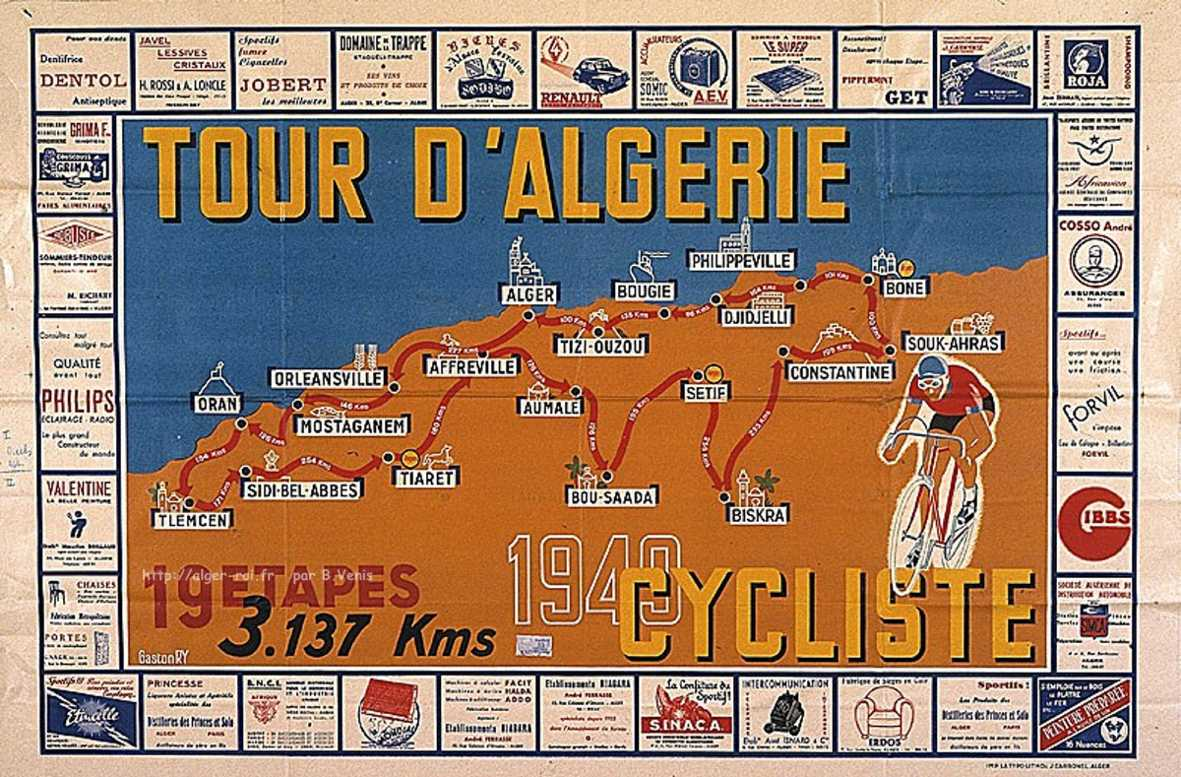
صورة أعلام لطواف الجزائر سنة 1949

تأسس طواف الجزائر سنة 1929م في فترة الأحتلال الفرنسي، وفاز بها (Marcel Colleu)، ثم أختفت البطولة فترة بسبب الحروب لترجع سنوات 1949 إلى 1953 و في سنة 1970 تقرر ترسيمها للتتوقف مرة في سنوات العشرية السوداء التي مرت بها الجزائر، لتعود سنة 2011من 5 مراحل إلى 22 مرحلة مما يجعل طواف الجزائر الدولي السباق الأطول في العالم على الإطلاق ضمن المنافسات المسجلة في رزنامة الاتحاد الدولي للدراجات بهدف تمكين الفرق الإفريقية من حصد أكبر عدد من النقاط للتموقع بشكل جيد تحسبا لبطولة العالم والألعاب الاولمبية، وتضم دورة الجزائر الكبرى للدراجات التي يشارك فيها 18 فريقا 22 مرحلة منها 10 مراحل تجرى حول ست ولايات رئيسية هي الجزائر العاصمة والبليدة وسطيف وقسنطينة وعنابة ووهران عابرة 450 بلدية
من بين الدول المشاركة في طبعة 2015 نذكر : هولندا وإيطاليا وإنجلترا ومالطا وألمانيا والمغرب والامارات العربية المتحدة وإريتريا والجمهورية العربية الصحراوية الديمقراطية ضيفة شرف الطبعة الخامسة.

## الجوائز
فيما يخص العلاوات المادية أن مجمل جوائز دورة 2015 قدرها 200.000 أورو، إضافة إلى 1000 أورو أخرى تهديها المؤسسة الوطنية سوناطراك لصاحب القميص البرتقالي.

## سجل الفائزين
| النسخة | المرتبة الأولى | المرتبة الثانية | المرتبة الثالثة |
|        |                |                 |                 |

## وصلات خارجية
- موقع الطواف الكتروني
- دورة الجزائر للدراجات: "15 بلدا يؤكد مشاركته في طبعة 2012"
- طواف الجزائر للدراجات 16 دولة في الموعد
- دراجات : تتويج الجزائري عبد الله بن يوسف بالجائزة الدولية الكبرى بالجزائر (2017)